# Philippe Lacoue-Labarthe
Philippe Lacoue-Labarthe (* 6. März 1940 in Tours; † 28. Januar 2007 in Paris) war ein französischer Philosoph, Literaturkritiker und Übersetzer.

## Leben
Lacoue-Labarthe war ab 1967 Dozent für Philosophie, seit 1988 Professor für Philosophie und Ästhetik an der Université Marc Bloch in Straßburg. Er war Direktor des Collège international de philosophie in Paris. Zusammen mit Jean-Luc Nancy, einem Kollegen an der Université Marc Bloch, verfasste Lacoue-Labarthe mehrere Bücher und Artikel.
Seine Werke wurden maßgeblich von Martin Heidegger, Jacques Derrida, Jacques Lacan, der deutschen Romantik, Paul Celan und der Dekonstruktion beeinflusst. Ins Französische übersetzte er Texte von Heidegger, Celan, Friedrich Nietzsche, Friedrich Hölderlin und Walter Benjamin.

## Auszeichnung
- 1995: Friedrich-Gundolf-Preis[1]

## Veröffentlichungen (Auswahl)

### Monografien
- Das Literarisch-Absolute. Texte und Theorie der Jenaer Frühromantik. Zusammen mit Jean-Luc Nancy. Aus dem Französischen übersetzt von Johannes Kleinbeck. Turia + Kant, Wien / Berlin 2016, ISBN 978-3-85132-810-3.
- Portrait de l'Artiste en général. Christian Bourgois Editeur, Paris 1979.
  - Deutsche Ausgabe: Künstlerporträt. Studie zu Lüthis „Just another story about leaving“. Aus dem Französischen übersetzt von Erwin Stegentritt. AQ-Verlag, Dudweiler 1980, ISBN 978-3-922441-15-1.
- La poésie comme exérience. Éditions Christian Bourgois, Paris 1997, ISBN 978-2-26700-435-9.
  - Deutsche Ausgabe: Dichtung als Erfahrung. Engler Verlag, Basel 2009, ISBN 978-3-938767-66-5.
- La fiction du politique. Heidegger, l'art et la politique. Christian Bourgois Editeur, Paris 1988, ISBN 978-2-26700-531-8.
  - Deutsche Ausgabe: Die Fiktion des Politischen. Heidegger, die Kunst und die Politik. Edition Patricia Schwarz, Stuttgart 1990, ISBN 3-925911-20-0.
- Musica ficta. Éditions Christian Bourgois, Paris 1991, ISBN 978-2-26700-863-0.
  - 'Deutsche Ausgabe: Musica ficta (Figuren Wagners). Aus dem Französischen übersetzt von Thomas Schestag. Edition Patricia Schwarz, Stuttgart 1997, ISBN 3-925911-29-4.
- Poétique de l'histoire. Éditions Galilée, Paris 2002, ISBN 978-2-7186-0578-4.
  - Deutsche Ausgabe: Poetik der Geschichte. Diaphanes Verlag, Berlin 2004, ISBN 3-935300-25-5.
- Le titre de la lettre. Une lecture de Lacan. Zusammen mit Jean-Luc Nancy. Éditions Galilée, Paris 1973.
- L’absolu littéraire. Théorie de la littérature du Romantisme Allemand. Zusammen mit Jean-Luc Nancy. Seuil, Paris 1978.
- Le sujet de la philosophie. Flammarion, Paris 1979, ISBN 2-08-226011-9.
- Le mythe nazi. Zusammen mit Jean-Luc Nancy. Editions de l’Aube, La Tour d’Aigues 1991, ISBN 2-87678-078-X.
  - Deutsche Ausgabe: Der Nazi-Mythos. Aus dem Französischen übersetzt von Stephan Gregory.[2] Tentare, Freising 2024, ISBN 978-3-9824105-6-2.
- Pasolini, une improvisation. D’une sainteté. William Blake, Bordeaux 1995, ISBN 2-84103-037-7.
- Phrase. Christian Bourgois, Paris 2000, ISBN 2-267-01561-7.
- Heidegger. La politique du poème. Galilée, Paris 2002, ISBN 2-7186-0593-6.
- Le chant des muses. Petite conférence sur la musique. Bayard, Paris 2005, ISBN 2-227-47528-5.
- La vrai semblance. Éditions Galilée, Paris 2005, ISBN 978-2-7186-0703-0.
  - Deutsche Ausgabe: Der wahre Schein. Aus dem Französischen übersetzt von Marcus Coelen. Turia + Kant, Wien / Berlin 2014, ISBN 978-3-85132-757-1.

### Vorträge
- L'imitation des modernes. Éditions Galilée, Paris 1986, ISBN 978-2-7186-0294-3.
  - Deutsche Ausgabe: Die Nachahmung der Modernen. Zehn Vorträge. Aus dem Französischen übersetzt von Thomas Schestag. Engler Verlag, Basel 2003, ISBN 3-905591-54-5.
- Métaphrasis suivi de la théâtre de Hölderlin. Presses universitaires de France, Paris 1998, ISBN 978-2-13049336-5.
  - Deutsche Ausgabe: Metaphrasis. Das Theater Hölderlins. Zwei Vorträge. Aus dem Französischen übersetzt von Bernhard Nessler. Diaphanes Verlag, Freiburg im Breisgau 2001, ISBN 3-935300-05-0.

### Übersetzungen
- Walter Benjamin: Le concept de critique dans le romantisme allemand („“). Flammarion, Paris 1986, ISBN 2-08-212513-0.
  - Deutscher Titel: Der Begriff der Kunstkritik in der deutschen Romantik. Dissertation.
- Martin Heidegger: La pauvreté. Presses Université, Strasbourg 2004, ISBN 2-86820-260-8.
  - Deutscher Titel: Die Armut.[3]
- Friedrich Hölderlin: L’Antigone de Sophocle. Christian Bourgois, Paris 1998, ISBN 2-267-01459-9, Nachdruck der Ausgabe Paris 1978.
  - Deutscher Titel: Sophokles: Antigone. Übersetzt von Friedrich Hölderlin.[4]
- Friedrich Hölderlin: Œdipe. Editions GI, Lyons 1998.
  - Deutscher Titel: Sophokles: Ödipus der Tyrann. Übersetzt von Friedrich Hölderlin.[5]
- Friedrich Nietzsche: La Naissance de la tragédie – Considérations inactuelle. Band I. Philippe Lacoue-Labarthe un andere Übersetzer. La Pléiade, Paris 2000, ISBN 978-2-07011431-3.[6]